# Visalia, California
Visalia, California là một thành phố thuộc quận Tulare trong tiểu bang California, Hoa Kỳ. Thành phố có tổng diện tích 74,1 km², trong đó diện tích đất là km². Theo điều tra dân số Hoa Kỳ năm 2010, thành phố có dân số 124.442 người.
Visalia nằm trong trung tâm nông nghiệp của California San Joaquin Valley, khoảng 230 dặm (370 km) về phía đông nam của San Francisco và 190 dặm (310 km) phía bắc Los Angeles. Visalia là thành phố thứ lớn thứ 44 trong tiểu bang California và lớn thứ 201 tại Hoa Kỳ.